# Patrick Siegele
Patrick Siegele (geboren am 28. Oktober 1974 in Zams) ist ein österreichischer Philologe. Er war Direktor des Anne Frank Zentrums in Berlin. Von 1. Juni 2021 bis 31. Dezember 2021 war er Geschäftsführer des Vereins erinnern.at, dem Institut für Holocaust-Education des Bundesministeriums für Bildung, Wissenschaft und Forschung (BMBWF), der Ende 2021 in die Agentur für Bildung und Internationalisierung integriert wurde. Seit 1. Juni 2021 ist Siegele Bereichsleiter „Holocaust Education“ in der Agentur für Bildung und Internationalisierung.

## Werdegang
Er studierte in Österreich und Großbritannien Deutsche Philologie und Musikwissenschaft. Nach seinem Studium war er als Bildungsreferent in der historisch-politischen und interkulturellen Bildungsarbeit sowie der Antisemitismus-Prävention und als Kurator für verschiedene Einrichtungen tätig. Von 2004 bis 2014 war er Leiter der Abteilung „Ausstellung Berlin“ im Anne Frank Zentrum in Berlin und stellvertretender Direktor dieser deutschen Partnerorganisation des Anne Frank Hauses in Amsterdam.  Von 2014 bis Mai 2021 war er Direktor des Anne Frank Zentrums. Seit Juni 2021 ist er in Österreich Bildungsagentur OeAD tätig.

## Tätigkeitsfelder
Von 2015 bis 2017 koordinierte er den unabhängigen Expertenkreis Antisemitismus, der vom Deutschen Bundestag beauftragt wurde.
In seiner Funktion als Koordinator stellte er den „Bericht des unabhängigen Expertenkreis Antisemitismus“ 2017 dem Innenausschuss vor. Der Expertenkreis forderte  u. a. die Berufung eines Antisemitismusbeauftragten der Bundesregierung.

## Gremien
Patrick Siegele war und ist darüber hinaus auch Mitglied in weiteren Gremien. Unter anderem sind dies:
- 2016 bis 2021: Beirat des Bündnisses für Demokratie und Toleranz[8]
- 2015 bis 2017: Unabhängiger Expertenkreis Antisemitismus beim Bundesministerium des Innern, seit April 2015 bis 2017 dessen Koordinator
- 2014 bis 2021: Mitarbeit im Arbeitskreis I der Berlin-Brandenburgischen Gedenkstätten sowie Mitglied im Landesverband der Museen zu Berlin - LMB
- 2017 bis 2021: Mitglied im Vorstand des Arbeitkreis deutscher Bildungsstätten AdB
- seit 1999: Mitglied im Verein Gedenkdienst
- seit 2020: Mitglied im Beratungsgremium „denk.mal Hannoverscher Bahnhof“
- seit 2020: Mitglied der Jury der Obermayer Awards „Widen the Circle“
- 2019 bis 2020: Mitglieder deutschen Delegation der International Holocaust Remembrance Alliance (IHRA)
- seit 2021: Mitglied der österreichischen Delegation der International Holocaust Remembrance Alliance (IHRA)

## Veröffentlichungen (Auswahl)
- Zvi Aviram: Mit dem Mut der Verzweiflung. Mein Widerstand im Berliner Untergrund. 1943–1945. Hrsg. Beate Kosmala und Patrick Siegele. Metropol Verlag, 2015, Berlin.
- Chancen und Grenzen historisch-politischer Bildungsarbeit in der Auseinandersetzung mit Antisemitismus. in Bürger im Staat: Antisemitismus heute. Hrsg. Landeszentrale für politische Bildungsarbeit Baden-Württemberg, Stuttgart, 2014: 296–303.
- „Antisemitismus im Klassenzimmer?!“ – Erfahrungen aus bundesweiten Fortbildungen für Pädagoginnen und Pädagogen, in Jahrbuch für Antisemitismusforschung. Hrsg. Zentrum für Antisemitismusforschung, Metropol Verlag, Berlin, 2001: 113–124.
- „Der Geschichtscomic Die Suche“, in Rechtsextremismus, Rassismus und Antisemitismus in Comics. Hrsg. Ralf Palandt, Archiv der Jugendkulturen Verlag KG, Berlin, 2001: 245–256.